# Pierre Mouterde
Pierre Mouterde, né le 24 juin 1951 à Metz (France), est un auteur et essayiste québécois. Professeur de philosophie au Cégep Limoilou de 1975 à 2011, membre fondateur de Québec solidaire via l'Union des forces progressistes, il est notamment à l'origine de la revue À bâbord! et du média alternatif Presse-toi à gauche. Également sociologue, spécialisé dans l'étude des mouvements sociaux en Amérique latine, et journaliste indépendant, il explore les potentiels émancipateurs de l'action politique de gauche ainsi que ses défis contemporains en écrivant entre autres pour Le Devoir, La Presse, Le Soleil, Politis et Relations. Il est à ce titre auteur de plusieurs essais, tels que Quand l'utopie ne désarme pas (2002), Repenser l'action politique de gauche (2005), Pour une philosophie de l'action et de l'émancipation (2009), et Les stratèges romantiques (2017),,.

## Parcours

### Éveil et formation politique
Pierre Mouterde est né le 24 juin 1951 à Metz dans une famille d'origine lyonnaise. Après s'être éveillé, alors qu'il était lycéen, au pouvoir de la politique dans le sillage des événements de mai 1968, et après avoir milité à la Ligue communiste révolutionnaire puis au Groupe marxiste révolutionnaire, il participe à la lutte antimilitariste dans son pays d'origine en 1977, avant de s'investir dans la lutte syndicale enseignante au Québec, notamment en 1983 lorsqu'il est co-représentant 40 de la Fédération nationale des enseignantes et des enseignants du Québec pour le Syndicat des enseignantes et des enseignants du Cégep Limoilou,.
En parallèle de ces activités, il travaille  comme journaliste indépendant, puis comme sociologue, cherchant à comprendre et à faire connaître, souvent en collaboration avec le docteur en anthropologie et syndicaliste Patrick Guillaudat, les exactions des dictatures de sécurité nationale du Cône Sud ainsi que la résistance des mouvements sociaux d'origine populaire en Amérique latine,.
En 1973, après avoir terminé une thèse de maîtrise en philosophie à l'Université Paris-Nanterre consistant en une critique marxiste des théories économiques de Paul Samuelson, puis finalisé une thèse de maîtrise en sciences des religions à l'Université Laval en 1983, dans laquelle il livre une analyse critique des raisons sociologiques du succès de Mère Teresa en Inde, Mouterde mène à terme une thèse de doctorat en sociologie à l'Université du Québec à Montréal en 1993 sur les luttes de classes et mouvements sociaux au Chili de Augusto Pinochet,.

### Carrière et engagement militant
En 1994 et 1995, ayant fait partie aux côtés de Christophe Wargny, de l'équipe des conseillers étrangers du président haïtien Jean-Bertrand Aristide alors qu'il était en exil à Washington et lors de son retour en Haïti, Pierre Mouterde ressort à la fois marqué et déçu de cette expérience, entreprenant au début des années 2000 une vaste enquête sur les alternatives sociales et politiques de gauche alors en gestation en Amérique latine ainsi que menant une réflexion de fond, politique et philosophique, sur l'avenir de la gauche, ses forces comme ses faiblesses,.
Au Québec, après avoir activement participé à la formation de l'Union des forces progressistes, en 2003, comme de Québec solidaire, en 2006, il est l'un des fondateurs de la revue À bâbord!, ainsi que du site web Presse-toi à gauche, où il tient depuis un blogue d'analyse de l'actualité.

### Thèmes de recherche
Insistant sur les bouleversements multidimensionnels survenus au cours de la décennie 1980 ainsi que sur leurs effets en chaîne, les écrits de Mouterde mettent l'accent sur les pouvoirs émancipateurs d'une action sociopolitique de gauche réactualisée, tant à l'aune des aspirations démocratiques et égalitaires des nouveaux mouvements sociaux (féministes, autochtones, écologistes) que des volontés de transformation révolutionnaire des pays du sud et de certains acquis toujours vivants du mouvement ouvrier international,.
Portant attention aux défis contemporains de la fragmentation/massification du monde, et en particulier au morcellement dont souffre la gauche aujourd'hui, ainsi que dans son sillage au contexte de crises grandissantes initié lors de la décennie 1980, il s'emploie à revaloriser une action sociopolitique de type stratégique susceptible de faire face aux prédations environnementales comme aux oppressions coloniales et de genre, tout en les reliant étroitement aux dynamiques globalisantes du capitalisme néolibéral mondialisé,,.
Philosophiquement marqué par les figures tutélaires de Walter Benjamin et d'Antonio Gramsci dont il cherche à combiner les apports respectifs; proche des thèses d'Immanuel Wallerstein sur le capitalisme historique et les mouvements antisystémiques ainsi qu'à l'écoute des luttes sociales latino-américaines des 40 dernières années qu'il observe comme sociologue, il se reconnait d'un marxisme ouvert, dans le sillage du philosophe Daniel Bensaïd et du sociologue des religions Michael Löwy,.

## Publications

### Ouvrages parus sous le pseudonyme de Nicolas Siterre
- Nicolas Siterre, Un an dans le kaki, Montreuil/Paris, La Brèche/Syros, 10 avril 1980, 143 p. (ISBN 2-902425-16-1 (édité erroné), OCLC 123279655)
- Nicolas Siterre (préf. Patricio Manns), Lettres du sud de l'Amérique, Québec, Carrefour Tiers-Monde, 1987, 141 p. (ISBN 0835-2895 (édité erroné), OCLC 17585947)
- Nicolas Siterre, Un automne à Santiago, Paris, La Brèche-PEC, 1988, 198 p. (ISBN 978-2-902-52456-3, OCLC 462608432)

### Ouvrages parus sous son nom
- Pierre Mouterde (préf. Michael Löwy), Quand l'utopie ne désarme pas. Les pratiques alternatives de la gauche latino-américaine, Montréal, Écosociété, 13 mai 2002, 194 p. (ISBN 978-2921561709) (pt-BR) Reinventando a utopia. Praticas alternativas da esquera latino-americana, Porto Alegre, Tomo Editorial, janvier 2003 (ISBN 9788586225321)
- Pierre Mouterde (préf. François Houtart), Repenser l'action politique de gauche : Essai sur l'éthique, la politique et l'histoire, Montréal, Écosociété, novembre 2005, 200 p. (ISBN 978-2923165189)
- Pierre Mouterde (dir.), Françoise David, Jacques B. Gélinas, Lorraine Guay, Robert Jasmin, Amir Khadir, Diane Lamoureux, Serge Mongeau et Claude Vaillancourt (écrivain), L'avenir est à gauche : douze contributions pour un renouvellement de la gauche au Québec, Montréal, Écosociété, coll. « Actuels », avril 2008, 176 p. (ISBN 978-2-923165-37-0)
- Pierre Mouterde, Pour une philosophie de l'action et de l'émancipation, Montréal, Écosociété, avril 2009, 268 p. (ISBN 978-2-923165-46-2)
- Pierre Mouterde, La gauche en temps de crise. Contre-stratégies pour demain, Montréal, Éditions Liber, 24 janvier 2011, 124 p. (ISBN 9782895782124)
- Pierre Mouterde (préf. Michael Löwy), Les stratèges romantiques : Remédier aux désordres du monde contemporain, Montréal, Écosociété, coll. « Théorie », 2017, 184 p.

- Pierre Mouterde, Les impasses de la rectitude politique, Montréal, Varia, coll. « Interventions », octobre 2019, 167 p. (ISBN 978-2-89606-147-1)

### Ouvrages collectifs
- Pierre Mouterde et Christophe Wargny, Apre bal tanbou lou, cinq ans de duplicité américaine en Haïti (1991-1996), Paris, Austral, 1er janvier 1985, 221 p. (OCLC 605443788)
- Jean-Claude St-Onge et Pierre Mouterde, ADQ, voie sans issue : un jeune parti, de vieilles idées, Montréal, Écosociété, 11 novembre 2002, 147 p. (ISBN 978-2921561792)
- Patrick Guillaudat et Pierre Mouterde, Hugo Chávez et la révolution bolivarienne : promesses et défis d'un processus de changement social, Ville Mont-Royal, M éditeur, coll. « Mouvements », 3 janvier 2012, 280 p. (ISBN 978-2-923986-53-1, 2-923986-53-9 et 2-923986-53-9)
- Stéphane Chalifour (dir.), Judith Trudeau (dir.), Marcos Ancelovici et Pierre Mouterde, Une gauche en commun. Dialogue sur l'anarchisme et le socialisme, Montréal, Écosociété, coll. « Polémos », avril 2019, 262 p. (ISBN 978-2-89719-507-6)
- Patrick Guillaudat et Pierre Mouterde (préf. Franck Gaudichaud), Les couleurs de la révolution : La gauche latino-américaine à l'épreuve du pouvoir, Paris, Éditions Syllepse, coll. « Coyoacan », 1er août 2022 (ISBN 979-1039900409)
- Patrick Guillaudat et Pierre Mouterde (préf.  Michael Löwy), Les Mouvements sociaux au Chili de 1973 à 1993 : Deuxième édition, nouvelle préface d'actualisation, Paris, L'Harmattan, coll. « Recherches Amérique latine », 23 novembre 2023 (1re éd. 1995), 332 p. (ISBN 978-2-336-40960-3)(es) Los movimientos sociales en Chile 1973-1993 : 2da edición revisada y nuevo prólogo  (trad. Juan Domingo Silva), Santiago, Tiempo Robado editoras, 2023 (1re éd. 1998), 328 p. (ISBN 978-956-9364-39-6)

### Chapitres de livres
- Pierre Mouterde (préf. Jean-Marie Albertini), « Haïti, 15 octobre 1994, Le président Aristide revient d'exil », dans Guide 95, l'actualité de l'année 1994 en France et dans le monde,  Les Éditions de l'Atelier- Éditions Ouvrières , 1994 (ISBN 2-7082-3125-3 (édité erroné)), p. 135-139
- Pierre Mouterde, « La naissance de Québec solidaire », dans Michel Venne et Miriam Fahmy, L'annuaire du Québec 2007, Montréal, Fides, 2007, 750 p. (ISBN 2-7621-2646-0, ISSN 1711-3571), p. 157-159
- Pierre Mouterde, « Sermonner le monde plutôt que de le changer. Autopsie d'une im-posture politique et culturelle », dans Rachad Antonius et Normand Baillargeon, Identité, " race ", liberté d’expression. Perspectives critiques sur certains débats qui fracturent la gauche, Québec, Presses de l'université Laval, 16 novembre 2021, 384 p. (ISBN 978-2-7637-5625-7), p. 205-219
- Pierre Mouterde, « Des raccourcis et illusions populistes en Amérique latine », dans France Giroux, et André Mineau, Les populismes d'hier à aujourd'hui. Les ambiguïtés d’une parole attribuée au peuple, Montréal, Éditions JFD, 2021, 150 p. (ISBN 9782897991371), p. 97-104

### Articles de presse
- Pierre Mouterde, « 33 mineurs pris au piège de la société du spectacle » [archive du 26 janvier 2023] , sur Le Devoir, 23 octobre 2010 (consulté le 26 janvier 2023)
- Pierre Mouterde, « Distinguer l'individu de l'institution : Identité québécoise et accommodements raisonnables » [archive du 19 janvier 2023] , sur Presse-toi à gauche !, 18 décembre 2017 (consulté le 30 mai 2022)[22]
- Pierre Mouterde, « Réplique à Philippe Corcuff. Crise de la représentation et rectitude politique » [archive du 27 janvier 2023] , sur À bâbord!, automne 2020 (consulté le 27 janvier 2023)
- Pierre Mouterde, « Réflexions autour du prochain conseil national de QS : À propos du collectif anti raciste décolonial » [archive du 19 janvier 2023] , sur pressegauche.org, 4 mai 2021 (consulté le 30 mai 2022)[23]
- Pierre Mouterde, « Le schisme identitaire de Étienne-Alexandre Beauregard, ou Le nouveau bric-à-brac idéologique de la droite radicale du Québec » [archive du 27 janvier 2023] , sur cahiersdusocialisme.org, 22 mai 2022 (consulté le 27 janvier 2023)
- Pierre Mouterde, « Et si la gauche avait raté le coche à Québec? », Le Devoir,‎ 8 février 2022, A7 (lire en ligne [archive du 19 janvier 2023] )[24]
- Pierre Mouterde, « Une déchirante impuissance devant la catastrophe annoncée à Gaza », Le Devoir,‎ 23 novembre 2023 (lire en ligne [archive du 19 août 2024] )
- Pierre Mouterde et Patrick Guillaudat, « Venezuela, Équateur, Bolivie : aux couleurs de la révolution ? », Mouvements (revue), vol. 117, no 2,‎ 2024, p. 26-35 (lire en ligne [archive du 19 août 2024] )

### Documentaire
- 2023 : Des immigrants et des papillons (moyen métrage documentaire), coréalisé avec Rodrigo Rodriguez[25],[26]